# 路易斯·法拉堪
路易斯·法拉堪·穆罕默德（1933年5月11日—，Louis Farrakhan Muhammad），原名路易斯·尤金·沃尔科特（Louis Eugene Wolcott），早期名为路易斯·X（Louis X），是主要由美国黑人组成的宗教组织伊斯兰国度(也称为伊斯兰民族）的领导者，曾在波士顿和哈林的清真寺担任牧师。1975年，伊斯兰国度的长期领导者以利亚·穆罕默德在死前任命法拉堪担任伊斯兰国度的国家代表。在沃利斯·狄恩·穆罕默德解散伊斯兰国度并开始成立正统的伊斯兰团体美国穆斯林协会后，法拉堪开始重建伊斯兰国度。1981年，法拉堪的组织（原名Final Call）重新使用“伊斯兰民族组织”这一名称，获得了许多伊斯兰民族组织原有的财产和权利，包括伊斯兰国度全国总部玛利亚姆清真寺，并在美国和全世界重新设立了超过130所伊斯兰国度清真寺。南方贫困法律中心将法拉堪描述为一位反犹太主义分子。
法拉堪是一个黑人宗教社会领导者，由于他的政治观点常常引起争议和他直言不讳的风格，人们对其褒贬不一。1995年10月，他在华盛顿特区组织和领导了百万人大游行（the Million Man March），呼吁黑人男子重新认识他们对家庭和社区的责任。2007年，由于健康问题，法拉堪减少了他在伊斯兰国度所承担的职责。

## 早期生活和教育
法拉堪于纽约布朗克斯出生，是莎拉·梅·曼宁（Sarah Mae Manning）和珀西瓦尔·克拉克（Percival Clark）两个儿子中较小的一个，出生时取名为路易斯·尤金·沃尔科特（Louis Eugene Wolcott）（也误拼写成Walcott）。他的父母是来自加勒比群岛的移民，母亲出生于圣基茨和尼维斯，父亲是牙买加的一名出租车司机。路易斯的父亲于1936年去世后，沃尔科特一家搬到马萨诸塞州波士顿，定居在罗克斯伯里（Roxbury）地区。
沃尔科特从六岁开始接受严格的小提琴训练，他13岁之前就曾与波士顿学院乐团（Boston College Orchestra）、波士顿交响乐团（Boston Civic Symphony）合作演奏。一年后，他在各种全国比赛中频频胜出。1946年，他出现在泰德·麦克业余原创一小时（Ted Mack Original Amateur Hour）的舞台上，成为那里的第一批黑人演奏者之一，并荣获奖项。
沃尔科特曾就读于著名的波士顿拉丁学校（Boston Latin School）和波士顿英语高中（Boston English High School）。高中毕业后，他在温斯顿-塞勒姆师范学院（Winston-Salem Teachers College）度过了三年的求学时光，并获得奖学金。

## 职业生涯
20世纪50年代，沃尔科特以“魔术师”（The Charmer）为艺名，录制了一些卡里普索（calypso）专辑，由此开始了他的音乐事业。1955年2月，他在伊利诺伊州芝加哥举办了一场名为“卡里普索荒唐事”（Calypso Follies）的演出。法拉堪的朋友，罗德尼·史密斯（Rodney Smith），是一个来自波士顿的萨克斯风手，通过他，法拉堪第一次接触到伊斯兰国度。沃尔科特和他的妻子贝齐·罗斯（Betsy Ross）受邀参加了伊斯兰教民族组织的一年一度的救世主日（Saviours’ Day），聆听了伊斯兰国度领导人以利亚·穆罕默德的演讲。
1955年，沃尔科特注册成为一个穆斯林信徒和劳动者，他一字不差地背诵了伊斯兰国度招收学生的10个问题和答案。其后，他写了一封必须寄到芝加哥伊斯兰国度总部的救世主的信（Saviour’s Letter），救世主的信必须逐字抄写，并要求和伊斯兰国度创始人华莱士·法尔德·穆罕默德（Wallace Fard Muhammad）有相同的笔迹。1955年7月，救世主的信被芝加哥的伊斯兰国度总部审核和批准后，沃尔科特收到批准他在伊斯兰国度正式注册成为穆斯林信徒和劳动者的信函，因此，他有了属于自己的“X”。“X”是一个代数占位符，表示伊斯兰民族组织成员原有的非洲姓氏已经遗失。他们认为欧洲的姓氏是奴隶的名字，通常由奴隶主决定，以表明他们对奴隶的所有权。伊斯兰国度成员在等待被赐予伊斯兰名字时，暂时使用“X”来替代他们的姓氏。 因此，“路易斯·沃尔科特”成为了“路易斯·X”，后来以利亚·穆罕默德又用“法拉堪（Farrakhan）”代替了那个“X”，这个阿拉伯名字的意思是“魔术师”。
路易斯入教后的那个夏天，以利亚·穆罕默德指出，所有在v音乐家必须在音乐和伊斯兰民族组织间做出选择。在奈瓦乡村俱乐部（Nevel Country Club）表演完最后一场音乐会后，路易斯·X选择了伊斯兰国度。
路易斯·X晋升的十分迅速。在哈林第七清真寺(Temple No.7 in Harlem)，他成为了该寺牧师马尔科姆·X的门徒，首次证明了自己的才能。1964年，马尔科姆·X由于政治和个人原因退出了伊斯兰民族组织，路易斯·X便取代了他的位置，成为了哈林第七清真寺的首席牧师，也成为了伊斯兰民族组织的代表。
许多人认为法拉堪与马尔科姆·X曾经互为竞争对手，法拉堪提出过许多关于马尔科姆·X的煽动性言论，助长了诽谤的风气，最终导致马尔科姆·X被暗杀。

### 领导才能
沃利斯·狄恩·穆罕默德是以利亚·穆罕默德和克拉拉·穆罕默德（Clara Muhammad）的第七个儿子， 1975年2月，他在一年一度的救世主日大会（Saviour's Day Convention）上被任命为伊斯兰民族组织的新领袖，那正是他父亲去世的后一天。在20世纪70年代后半期，他对组织进行了大刀阔斧的改革，在更多教徒和传统（正统）逊尼派伊斯兰教之间建立更加紧密的联系。为了凸显这显著的变化，他还将组织重新命名，最终名字定为美国穆斯林协会。
1978年，法拉堪主动远离沃利斯·狄恩·穆罕默德的运动，他和一小拨支持者重新建立了一个组织，将其命名为伊斯兰民族组织，意图保存以利亚·穆罕默德原有的教义。
1979年，法拉堪和他的团队创办了一份名叫《终极呼唤》（The Final Call）的周报，试图模仿马尔科姆·X最初创办的《穆罕默德之声报》。这是法拉堪发表言论的喉舌。1981年，法拉堪和他的支持者在芝加哥举行了第一次救世主日大会，并且重新起用了“伊斯兰民族组织”这一名称。这个活动类似于上次于1975年2月26日、同样在芝加哥举行的全国庆典。在集会的主旨演说中，法拉堪宣布了他想要恢复在以利亚·穆罕默德教导下的伊斯兰民族组织的计划。
1989年10月，法拉堪在一个于华盛顿召开的新闻发布会上描绘了他1985年在墨西哥时的设想，回忆了圣经中以西结书（Bible’s Book of Ezekiel）所说的“一个轮子，或者可以被称为不明飞行物”。他将以利亚·穆罕默德——伊斯兰民族组织的长期领导者（1934-1975）的想法融汇到自己的设想当中。
1995年1月12日，马尔科姆的女儿裘比拉·沙巴茨（Qubilah Shabazz）因为阴谋刺杀法拉堪而被逮捕。斯坦福大学的历史学家克莱伯恩·卡森（Clayborne Carson）说，“她的家庭十分憎恨法拉堪，而且还能找到很好的借口来行刺，因为他是全国的主要造谣者之一，他所营造的诽谤之风最终导致了马尔科姆被刺杀。” 后来一些评论家断言，美国联邦调查局利用线人迈克尔·菲兹帕特克（Michael Fitzpatrick）来诬陷裘比拉·沙巴茨，因为在她父亲死的时候她只有四岁。
那一年的10月，法拉堪试图召集“百万人大游行”（the Million Man March），他希望华盛顿约有多达100万人参加这项声势浩大的集合。他和其他的一些演说家呼吁黑人重新考虑他们对于家庭和社会的责任。很多人权和宗教组织共同组织了这次活动，并且吸引了整个美国的很多人。法拉堪是大会主讲人，其他还有很多著名的非裔美国知识分子进行了演说，比如玛雅·安吉洛、罗莎·帕克斯、马丁·路德·金三世、科内尔·韦斯特、杰西·杰克逊和本杰明·查韦斯。但参加者的数目却远远少于期望。美国国家公园管理局估计大约有44万人出席了这次活动。

## 近期活动
2005年，法拉堪当选一家黑人娱乐电视台（Black Entertainment Television，简称BET）民意调查的“年度人物”。
2006年，法拉堪以百分之四的得票率当选美联社—美国在线“黑人之声”（Black Voices）民意调查中第五重要的黑人领袖。

### 卡特里娜飓风
2005年，法拉堪曾在评论中说，卡特里娜飓风之后，新奥尔良被冲垮的关键防洪堤之一上有一个25英尺（7.6米）的大洞。他暗示有人故意破坏防洪堤，以此来清除这座城市中大量的黑人人口。后来他还说，新奥尔良的市长雷·奈根（Ray Nagin）在德克萨斯州达拉斯市的一个会议上告诉过他这个洞。他进一步指出，防洪堤在飓风过后一天才塌这个事实，恰恰证明了其破坏不是一个自然现象。法拉堪已经提出了一些补充问题，并呼吁联邦介入防洪堤倒塌的原因调查当中他还宣称飓风是“上帝用自己的方式对美国的好战和种族主义进行的惩罚”。
有专家明确反对他的指控，包括加州大学伯克利分校的“独立堤坝调查队”（ILIT）。他们有报告指出，“小组的调查结果表明，造成飓风过后倒塌的防洪堤上发现很多冲刷坑的原因，是洪水高出了堤坝，用来加固堤坝的使用材料经常不合标准，以及堤坝自身的老化。”

### 对奥巴马的支持
2008年，法拉堪在批评美国存在的问题的同时，公开支持时任参议员的巴拉克·奥巴马竞选当时的美国总统。
奥巴马的竞选团队对此迅速做出了反映。奥巴马的发言人比尔·波顿（Bill Burton）说，“参议员奥巴马已经对法拉堪之前的声明表示过明确反对，他也不会请求法拉堪的帮助。”
世界新闻网日报（World Net Daily）等保守网站曾报道，2008年2月24日，法拉堪在他的救世主日演说中称奥巴马为“救世主”。文章中引用了法拉堪的原话，“参议员奥巴马显然不是救世主，但无论何时，他都给予你一种所有种族、民族、意识形态和宗教团结起来的象征，让人感觉统一而完整。这未必是魔鬼撒旦的工作，我相信这是上帝的职责。”
2008年总统大选之后，法拉堪在一个黑人娱乐频道的电视采访中解释说他很“小心”，从来不在竞选中轻易赞同奥巴马。“我确实谈论了他，但是我可以明确地说，我决定不去赞扬他。但不知道这是幸运还是不幸，无论我们如何看待或评价，媒体总会说我‘赞同’他，所以他宣布放弃我所谓的认可和支持。但这不能阻止我支持他。”
自2012年起，法拉堪不再支持曾被他一直称为“第一位犹太人总统”的奥巴马。因为奥巴马支持2011年在利比亚的军事干涉，而法拉堪由于自己支持穆阿迈尔·卡扎菲，所以强烈反对这一行动
。2011年3月31日，法拉堪在马里亚姆清真寺举办的新闻发布会上警告说，美国可能将“面临一次大地震，这是上帝对这个国家罪恶的神圣判决”。

## 健康问题
2006年9月11日，法拉堪在一封写给他手下职员，伊斯兰民族组织成员和支持者的信中宣称自己身患重病。这封信在《终极呼唤》中发表，据信中所说，古巴的医生们诊断出他得了消化性溃疡，由于继发感染，他的体重减轻了35磅，他还敦促伊斯兰民族组织的领导阶层在他康复期间继续组织开展活动。
在进行了腹部手术之后，法拉堪住院5周进行治疗，于2007年1月28日出院。几年前为了治疗前列腺癌，法拉堪接受了放射性粒子植入治疗，其副作用对他的消化系统造成了损害，这次的腹部手术就是为了补救这一损伤。
法拉堪出院之后，发布了一则消息来表达他对支持者和祝福者的感激之情。几周后，伊斯兰民族组织年会在底特律举行，法拉堪在年会上发表了施政演说。

## 批评和争议
许多人认为法拉堪的观点带有反犹太主义，种族主义和同性恋恐惧的色彩，法拉堪却直截了当的否认了这些批判，声称美国人对他的看法大多数都是受媒体的影响。
法拉堪的辩驳受到了宗教学家和亲巴勒斯坦活动人士马蒂亚斯·贾德尔的呼应，贾德尔认为，法拉堪的演说都十分冗长，那些具有争议性的观点在新闻采访的原声摘要播出中往往容易被断章取义。

### 马尔科姆·X之死
包括马尔科姆·X家人在内的许多人都指控法拉堪参与了刺杀马尔科姆·X的阴谋，因此，许多年来，马尔科姆·X的妻子，贝蒂·沙巴茨（Betty Shabazz）对伊斯兰民族组织和法拉堪一直怀有怨恨。在1993年的一次演说中，法拉堪似乎承认了伊斯兰民族组织应该为刺杀事件负责。
1994年，在一次采访中，加布·普莱斯门（Gabe Pressman）询问贝蒂·沙巴茨，法拉堪是否与马尔科姆·X的死有关。她回答说：“当然有关，这不是秘密，而是一项荣誉，人人都谈论这件事。”1995年1月，马尔科姆·X和贝蒂·沙巴茨的女儿，裘比拉·沙巴茨，被指控试图雇佣杀手刺杀法拉堪以报杀父之仇。1995年5月1日，检察官同意撤销对裘比拉·沙巴茨雇凶杀人的控告，但要求她为自己的行为负责，接受两年药物和精神上的治疗来避免刑罚。
在2000年5月播出的一次《60分钟》（60 Minutes）访谈中，法拉堪说道，他说过的一些话可能导致了马尔科姆·X被刺杀。“在言语上，我可能是共犯，”他说，“我承认，也很后悔，我说的话导致一个人丧失生命。” 几天之后，法拉堪否认“下令谋杀”马尔科姆·X，尽管他再一次承认他“制造了最终导致刺杀事件的氛围”。

### 关于反犹太主义的指责
法拉堪的许多言论都被圣约之子会的反诽谤联盟视为反犹太主义。2012年，法拉堪的一些言论在维森塔尔中心的反犹太主义十大诽谤列表上榜上有名。克里斯多夫·希钦斯（Christopher Hitchens）曾经描述他1985年参与过的一次伊斯兰民族组织的回忆，法拉堪在会议上说：“记住，犹太人，当上帝将你们放在火炉中，你们会永远在那里受苦。”

#### 关于“垃圾宗教”的指责
1984年，法拉堪出访利比亚回来后，发表了一次讲话，芝加哥太阳时报的一个记者将其记录下来。这次讲话的部分文字记录发表在了纽约时报上：在记录下的讲话的结尾部分，法拉堪先生说：“那个叫作以色列的国家40年来从来没有过和平，以后也不会有，因为和平不会与这些事物并存：不公，盗窃，谎言，欺诈，利用上帝的名义将你们肮脏的宗教隐藏在他的神圣正义的名字下。”
法拉堪曾多次否认将犹太教称作“垃圾宗教”(Gutter religion)，他解释说，他只是认为以色列政府将犹太教作为一种政治工具。1997年6月18日，他在一封寄给华尔街日报前编辑，裘德·万尼斯基（Jude Wanniski）的信中写道：
多年来，我无数次的解释我从未说过犹太教是一个垃圾宗教，我指责的是那些打着犹太教的幌子，利用不公正的政治手段达到目的的那些人的阴谋。这些话被纽约时报那些小报杂志摘出来，就成了“法拉堪说犹太教是垃圾宗教”。作为一个穆斯林，我崇敬亚伯拉罕，摩西，和主赐给以色列子民的所有其他的先知。我对先知为我们带来的那些经文，主在《摩西律法》中传达的那些规则都深信不疑。我从不会将主启示的话语，犹太教信仰的基础称作是“肮脏的”或“低俗的”。裘德，你我都知道，主启示的话语是为了洗去我们的罪恶，那些罪恶使我们分离，使我们堕落。几个世纪以来，基督徒，犹太教徒和穆斯林的罪恶玷污了他们高尚的宗教。对律法和亚伯拉罕，耶稣，穆罕默德的真实信仰并不肮脏，但是披着宗教的外衣所进行的一些不轨行为是肮脏的，使人们误以为这些宗教也是肮脏的。

#### “黑人希特勒”
作为对法拉堪的这次演说的回应，南森·柏尔马特（Nathan Pearlmutter），圣约之子会反诽谤联盟视当时的主席，将法拉堪称作是新一代的“黑人希特勒”。《乡村之声》（Village Voice）的记者，纳特·罕拓夫（Nat Hentoff）在做客一档纽约广播脱口秀节目时将伊斯兰民族组织的领袖描述成“黑人希特勒”。作为回应，法拉堪于1984年5月11日进行了一次演讲，由芝加哥无线电台直播，他说道：
所以我对报社的那些人说：“你们怎么不去看看当杰克逊教士（Reverend Jackson）的生命受到威胁时我们说了什么？”犹太人不喜欢我所以他们叫我“希特勒”，这其实是个好名字。希特勒是个伟大的人，对我这样一个黑人来说他不是一个好人，但他是一个伟大的德国人，德国在一战中被欧美联合的力量打败，他使德国从战败的废墟中站起来。他使德国变的强大，成为二十世纪最伟大的战斗机器，兄弟姐妹们，纵然欧美国家破译了希特勒用来与参谋长们交流的密码，提前得知他的计划，他们仍然很难打败希特勒。我并不是为希特勒对犹太人的恶行感到骄傲，但他却创下了历史的记录，使德国从一无所有变的如此强大。从某种程度上，你可以说我们有共同点，都努力使我们的人民从一无所有变的强大起来，但不要将我与那个残酷的杀手相提并论。

## 法拉堪与古典音乐
当法拉堪最初加入伊斯兰民族组织时，以利亚·穆罕默德要求他停下作为一个卡里普索歌手的音乐事业。1993年4月17日，法拉堪举办了他的复出音乐会，首次演奏了门德尔松的E小调小提琴协奏曲。法拉堪表示，他之所以演奏一首由犹太作曲家所作的曲子，某种程度上是为了弥补他与犹太人之间的隔阂。纽约时报的音乐评论家伯纳德·霍兰德（Bernard Holland）报导说，由于多年来忽略了音乐事业，法拉堪的演奏中存在许多瑕疵，“然而法拉堪先生奏出了专业演奏者才能奏出的声音。那宽广，深邃，充满活力的声音使小提琴闪闪发光。”